# Pyrgoteles usambarae
Pyrgoteles usambarae är en insektsart som först beskrevs av Melichar 1908.  Pyrgoteles usambarae ingår i släktet Pyrgoteles och familjen lyktstritar. Inga underarter finns listade i Catalogue of Life.